# آمي رادانسكايا
آمي إليزابيث رادانسكايا (بالإنجليزية: Ami Radunskaya)‏، عالمة رياضيات وموسيقية أمريكية. أستاذة في الرياضيات في كلية بومونا، حيث تتخصص في النظم الديناميكية وتطبيقات الرياضيات في الطب، مثل استخدام الأتمتة الخلوية لنمذجة توصيل الدواء. في عام 2016، تم انتخابها كرئيسة لجمعية النساء في الرياضيات (AWM).

## الموسيقى
بدأت رادانسكايا، ابنة خبير اقتصادي في جامعة كاليفورنيا بيركلي، عزف آلة التشيلو في سن التاسعة. بعد تخرجها من المدرسة الثانوية في سن الـ 16، تركت تعليمها لمدة عشر سنوات للعمل كعازفة تشيلو ومؤلفة موسيق، بما في ذلك سبع سنوات كعضوة في سيمفونية أوكلاند. باعتبارها «عازفة تشيلو معروفة في منطقة الخليج متخصصة في الموسيقى الجديدة، قدمت عروضاً في جميع أنحاء الولايات المتحدة وأوروبا مع دون بوخلا». في أواخر سبعينيات القرن العشرين، صنعت شركة بوخلا للآلات الموسيقية الألكترونية جهاز مزجٍ مخصصاً لها، تشيلو سيلي-كون، كما تستخدم في أعمالها عصا الراديو، والتي هي وحدة تحكم لأجهزة الموسيقى الإلكترونية على شكل عصا. يُعرف أحد مؤلفاتها للتشيلو وعصا الراديو، "A Wild and Reckless Place" (1990)، باستخدامه للمقياس بولن-بيرس.

## تعليمها وحياتها المهنية
بدأت رادانسكايا دراساتها الجامعية في جامعة كاليفورنيا، بيركلي، كأمٍ عزباء. وهناك، درست علم الكمبيوتر والكيمياء قبل تخصصها في الرياضيات في نهاية المطاف. حصلت على الدكتوراه في الرياضيات في جامعة ستانفورد في عام 1992، تحت إشراف دونالد صموئيل؛ كانت أطروحتها تحمل عنوان «الخصائص الإحصائية لتدفقات برنولي الحتمية.» بعد اكمالها دراسات ما بعد الدكتوراه في جامعة رايس، بصفتها المرأة الوحيدة في قسم الرياضيات هناك، التحقت بكلية بومونا في عام 1994.

## جوائزها
حصلت رادانسكايا على جائزة وسلسلة محاضرات ايتا ز.فالكونر لعام 2010، حيث تحدثت عن «التحديات الرياضية في علاج السرطان». في عام 2016، تم تعيينها كزميلة في الجمعية الرياضية الأمريكية "للمساهمات في علم الأورام الرياضي، وديناميكيات المناعة، وتطبيقات الأنظمة الديناميكية في الطب، ولخدمة المجتمع الرياضي." كما فازت بجائزة المرشد من الرابطة الأمريكية لتقدم العلوم عن عملها كمؤسسة ومديرة لمؤسسة إيدج، وهو برنامج وطني يشجع النساء على دراسة الرياضيات على مستوى الدراسات العليا. في فبراير 2016، أصبحت رادانسكايا الرئيسة المنتخبة لجمعية النساء في الرياضيات (AWM). بدأت فترة رئاستها لـ AWM في 1 فبراير 2017.